# Eerste klasse 1989-90 (voetbal België)
Het seizoen 1989/90 van de Belgische Eerste Klasse ging van start in de zomer van 1989 en eindigde in de lente van 1990. Club Brugge werd landskampioen.

## Gepromoveerde teams
Deze teams waren gepromoveerd uit de Tweede Klasse voor de start van het seizoen:
- KFC Germinal Ekeren (kampioen in Tweede)
- KAA Gent (eindrondewinnaar)

## Degraderende teams
Deze teams degradeerden naar Tweede Klasse op het eind van het seizoen:
- KSK Beveren
- KRC Mechelen

## Titelstrijd
Club Brugge werd landskampioen met een ruime voorsprong van vier punten op de tweede, RSC Anderlecht.

## Europese strijd
Club Brugge was als landskampioen geplaatst voor de Europacup voor Landskampioenen van het volgend seizoen. De tweede, derde en vierde, respectievelijk RSC Anderlecht, KV Mechelen en Antwerp FC, plaatsten zich voor UEFA Cup. Ook RFC de Liège dat pas twaalfde was geëindigd mocht Europa in, de ploeg had immers de Beker van België gewonnen en plaatste zich zo voor de Europese Beker voor Bekerwinnaars.

## Degradatiestrijd
KRC Mechelen en KSK Beveren eindigden op kleine afstand als laatste en zakten naar Tweede Klasse.

## Eindstand
|         |    |                   | P  | W  | G  | V  | +  | -  | DS  | Ptn |
| ------- | -- | ----------------- | -- | -- | -- | -- | -- | -- | --- | --- |
| K       | 1  | Club Brugge       | 34 | 25 | 7  | 2  | 76 | 19 | 57  | 57  |
| (UEFA)  | 2  | RSC Anderlecht    | 34 | 24 | 5  | 5  | 76 | 21 | 55  | 53  |
| (UEFA)  | 3  | KV Mechelen       | 34 | 19 | 12 | 3  | 65 | 14 | 51  | 50  |
| (UEFA)  | 4  | Antwerp FC        | 34 | 15 | 13 | 6  | 63 | 32 | 31  | 43  |
|         | 5  | Standard de Liège | 34 | 16 | 10 | 8  | 54 | 33 | 21  | 42  |
|         | 6  | KAA Gent          | 34 | 12 | 12 | 10 | 46 | 38 | 8   | 36  |
|         | 7  | KV Kortrijk       | 34 | 13 | 7  | 14 | 39 | 46 | −7  | 33  |
|         | 8  | Beerschot VAV     | 34 | 11 | 10 | 13 | 34 | 47 | −13 | 32  |
|         | 9  | Cercle Brugge     | 34 | 12 | 7  | 15 | 46 | 47 | −1  | 31  |
|         | 10 | Lierse SK         | 34 | 11 | 6  | 17 | 42 | 66 | −24 | 28  |
|         | 11 | KSC Lokeren       | 34 | 9  | 10 | 15 | 34 | 66 | −32 | 28  |
| (beker) | 12 | RFC de Liège      | 34 | 8  | 12 | 14 | 35 | 45 | −10 | 28  |
|         | 13 | Germinal Ekeren   | 34 | 10 | 7  | 17 | 38 | 52 | −14 | 27  |
|         | 14 | Charleroi SC      | 34 | 9  | 9  | 16 | 41 | 56 | −15 | 27  |
|         | 15 | Sint-Truidense VV | 34 | 8  | 11 | 15 | 25 | 45 | −20 | 27  |
|         | 16 | KSV Waregem       | 34 | 8  | 9  | 17 | 35 | 64 | −29 | 25  |
| D       | 17 | KSK Beveren       | 34 | 8  | 8  | 18 | 31 | 57 | −26 | 24  |
| D       | 18 | KRC Mechelen      | 34 | 5  | 11 | 18 | 29 | 61 | −32 | 21  |

P: wedstrijden gespeeld, W: wedstrijden gewonnen, G: gelijke spelen, V: wedstrijden verloren, +: gescoorde doelpunten, -: doelpunten tegen, DS: doelsaldo, Ptn: totaal punten
K: kampioen, D: degradeert, (beker): bekerwinnaar, (UEFA): geplaatst voor UEFA-beker

## Personen en sponsors
| #  | Club               | Plaats       | Stadion                      | Capac. | Trainer           | Vorige trainers seizoen 1989/90  |
| -- | ------------------ | ------------ | ---------------------------- | ------ | ----------------- | -------------------------------- |
| 1  | KAA Gent           | Gent         | Jules Ottenstadion           | 25.000 | René Vandereycken |                                  |
| 2  | RSC Anderlecht     | Anderlecht   | Constant Vanden Stockstadion | 40.000 | Aad de Mos        |                                  |
| 3  | Antwerp FC         | Antwerpen    | Bosuilstadion                | 35.000 | Dimitri Davidović |                                  |
| 4  | Beerschot VAV      | Antwerpen    | Olympisch Stadion            | 20.000 | Aad Koudijzer     | Georges Heylens                  |
| 5  | KSK Beveren        | Beveren      | Freethiel                    | 21.000 | Johan Boskamp     | Rik Pauwels                      |
| 6  | Cercle Brugge      | Brugge       | Olympiastadion               | 32.000 | Han Grijzenhout   |                                  |
| 7  | Club Brugge KV     | Brugge       | Olympiastadion               | 32.000 | Georges Leekens   |                                  |
| 8  | Germinal Ekeren    | Ekeren       | Veltwijckpark                | 10.000 | René Desaeyere    | Albert Bers                      |
| 9  | KV Kortrijk        | Kortrijk     | Guldensporenstadion          | 18.000 | Henk Houwaart     |                                  |
| 10 | KV Mechelen        | Mechelen     | Achter de Kazerne            | 20.000 | Fi Van Hoof       | Ruud Krol                        |
| 11 | Racing Mechelen    | Mechelen     | Oscar Vankesbeeckstadion     | 12.000 | Raoul Peeters     |                                  |
| 12 | RFC de Liège       | Luik         | Stade Vélodrome de Rocourt   | 38.000 | Robert Waseige    |                                  |
| 13 | Lierse SK          | Lier         | Herman Vanderpoortenstadion  | 20.000 | Barry Hulshoff    |                                  |
| 14 | KSC Lokeren        | Lokeren      | Daknamstadion                | 18.000 | Aimé Antheunis    |                                  |
| 15 | Sporting Charleroi | Charleroi    | Mambour                      | 25.000 | Georges Heylens   | Eric Vanlessen                   |
| 16 | Standard de Liège  | Luik         | Stade Maurice Dufrasne       | 35.000 | Georg Keßler      |                                  |
| 17 | Sint-Truidense VV  | Sint-Truiden | Stayen                       | 18.500 | Guy Mangelschots  |                                  |
| 18 | KSV Waregem        | Waregem      | Regenboogstadion             | 18.000 | René Verheyen     | Urbain Haesaert, Marc Millecamps |

## Topscorers
De Australiër Frank Farina van Club Brugge werd topschutter met 24 doelpunten
1895/96 · 1896/97 · 1897/98 · 1898/99 · 1899/00 · 1900/01 · 1901/02 · 1902/03 · 1903/04 · 1904/05 · 1905/06 · 1906/07 · 1907/08 · 1908/09 · 1909/10 · 1910/11 · 1911/12 · 1912/13 · 1913/14 · 1914/15 · 1915/16 · 1916/17 · 1917/18 · 1918/19 · 
1919/20 · 1920/21 · 1921/22 · 1922/23 · 1923/24 · 1924/25 · 1925/26 · 1926/27 · 1927/28 · 1928/29 · 1929/30 · 1930/31 · 1931/32 · 1932/33 · 1933/34 · 1934/35 · 1935/36 · 1936/37 · 1937/38 · 1938/39 · 1939/40 · 1940/41 · 1941/42 · 1942/43 · 1943/44 · 1944/45 · 1945/46 · 1946/47 · 1947/48 · 1948/49 · 1949/50 · 1950/51 · 1951/52 · 1952/53 · 1953/54 · 1954/55 · 1955/56 · 1956/57 · 1957/58 · 1958/59 · 1959/60 · 1960/61 · 1961/62 · 1962/63 · 1963/64 · 1964/65 · 1965/66 · 1966/67 · 1967/68 · 1968/69 · 1969/70 · 1970/71 · 1971/72 · 1972/73 · 1973/74 · 1974/75 · 1975/76 · 1976/77 · 1977/78 · 1978/79 · 1979/80 · 1980/81 · 1981/82 · 1982/83 · 1983/84 · 1984/85 · 1985/86 · 1986/87 · 1987/88 · 1988/89 · 1989/90 · 1990/91 · 1991/92 · 1992/93 · 1993/94 · 1994/95 · 1995/96 · 1996/97 · 1997/98 · 1998/99 · 1999/00 · 2000/01 · 2001/02 · 2002/03 · 2003/04 · 2004/05 · 2005/06 · 2006/07 · 2007/08 · 2008/09 · 2009/10 · 2010/11 · 2011/12 · 2012/13 · 2013/14 · 2014/15 · 2015/16 · 2016/17 · 2017/18 · 2018/19 · 2019/20 · 2020/21· 2021/22 · 2022/23 · 2023/24 · 2024/25